# (38656) 2000 OR45
2000 OR45 (asteroide 38656) é um asteroide da cintura principal. Possui uma excentricidade de 0.29590490 e uma inclinação de 9.95520º.
Este asteroide foi descoberto no dia 30 de julho de 2000 por LINEAR em Socorro.